# Lobón
Lobón je španělská obec situovaná v provincii Badajoz (autonomní společenství Extremadura).

## Poloha
Obec se nachází v polovině cesty mezi Badajozem a Méridou na dálnici A-5. Patří do okresu Tierra de Mérida - Vegas Bajas a soudního okresu Montijo. Nachází se zde barokní kostel Nanebevzetí Panny Marie (Nuestra Señora de la Asunción).

## Historie
Založení obce se datuje ještě do dob římských, kdy obec spadala pod provincii Emerita Augusta na území tehdejší Lusitánie. V roce 1834 se obec stává součástí soudního okresu Mérida. V roce 1842 čítala obec 210 usedlostí a 580 obyvatel.

## Odkazy

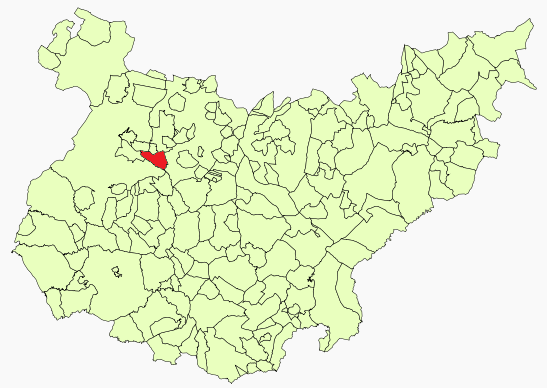
Poloha obce v provincii Badajoz

## Demografie
| Populace obce Lobón z let (1842–2010) | Populace obce Lobón z let (1842–2010) | Populace obce Lobón z let (1842–2010) | Populace obce Lobón z let (1842–2010) | Populace obce Lobón z let (1842–2010) | Populace obce Lobón z let (1842–2010) | Populace obce Lobón z let (1842–2010) | Populace obce Lobón z let (1842–2010) | Populace obce Lobón z let (1842–2010) | Populace obce Lobón z let (1842–2010) | Populace obce Lobón z let (1842–2010) | Populace obce Lobón z let (1842–2010) | Populace obce Lobón z let (1842–2010) | Populace obce Lobón z let (1842–2010) | Populace obce Lobón z let (1842–2010) | Populace obce Lobón z let (1842–2010) | Populace obce Lobón z let (1842–2010) | Populace obce Lobón z let (1842–2010) |
| ------------------------------------- | ------------------------------------- | ------------------------------------- | ------------------------------------- | ------------------------------------- | ------------------------------------- | ------------------------------------- | ------------------------------------- | ------------------------------------- | ------------------------------------- | ------------------------------------- | ------------------------------------- | ------------------------------------- | ------------------------------------- | ------------------------------------- | ------------------------------------- | ------------------------------------- | ------------------------------------- |
| 1842                                  | 1857                                  | 1860                                  | 1877                                  | 1887                                  | 1897                                  | 1900                                  | 1910                                  | 1920                                  | 1930                                  | 1940                                  | 1950                                  | 1960                                  | 1970                                  | 1981                                  | 1991                                  | 2001                                  | 2010                                  |
| 580                                   | 1 435                                 | 1 158                                 | 1 105                                 | 1 170                                 | 1 085                                 | 1 110                                 | 1 218                                 | 1 484                                 | 1 593                                 | 1 777                                 | 2 230                                 | 3 206                                 | 2 694                                 | 2 435                                 | 2 665                                 | 2 650                                 | 2 797                                 |